# レッド・グレンジ
レッド・グレンジ (Harold Edward "Red" Grange,1903年6月13日 - 1991年1月28日)は、ペンシルベニア州フォークスビル出身のアメリカンフットボールの元選手である。草創期のNFLでハーフバック（HB）として活躍した。絶大な人気を誇り、グレンジがNFLと契約したことにより、NFLが現在の地位を占めるに至るきっかけを作ったと言われている。
1923年、グレンジの活躍で大学の所属チームを全米選手権に導き、その年から3年連続オールアメリカンに選ばれた。この活躍で全米的な人気を獲得し、1925年10月5日のタイム誌の表紙を飾った。
1925年、大学での最後の試合を終えてすぐグレンジはNFLのシカゴ・ベアーズと契約し、1925シーズン途中のチームに合流し、大学に所属しながらプロ生活を始めた。初年度の契約が切れると、グレンジの代理人だったC.C.パイルがグレンジの保有権を主張し、パイルが設立したフットボールリーグのAFLⅠ・ニューヨーク・ヤンキースにグレンジを移籍させてしまった。
全米レベルの人気を有するグレンジを失ったNFL（創立7年目）と新興リーグのAFLⅠの競争は両リーグの経営を危機に陥れた。NFLの多くのチームが経営撤退に追い込まれた一方、AFLⅠもグレンジが出場した試合以外は観客動員が伸びず、AFLⅠは創設1年で解散した。グレンジを取り戻したいNFLは、ヤンキースがNFLに参入することを認め、グレンジはNFLに戻った。しかし、NFLに戻った1927年シーズンにグレンジは膝に深刻な怪我を負い、チームも解散したため、1928年はプレーしなかった。1929年、古巣ベアーズに戻り、1934年に引退するまでプレーし、引退後は3年間ベアーズでコーチを務めた。
弟のガーランド・グレンジもNFL選手で、1929年から1931年には同じチームに所属した。